# (31870) 2000 EG101
2000 EG101 (asteroide 31870) é um asteroide da cintura principal. Possui uma excentricidade de 0.18683760 e uma inclinação de 9.78097º.
Este asteroide foi descoberto no dia 8 de março de 2000 por Spacewatch em Kitt Peak.